# Prirezani polieder
| Polieder                             |                                                             |
| razred                               | število in značilnosti                                      |
| platonska telesa                     | (5, konveksna, pravilna)                                    |
| arhimedska telesa                    | (13, konveksno, uniformno)                                  |
| Kepler-Poinsotovi poliedri           | (4, pravilni, nekonveksni)                                  |
| uniformni poliedri                   | (75, uniformni)                                             |
| prizmatoidi: prizme, antiprizme itd. | (4 neskončni uniformni razredi)                             |
| tlakovanja s poliedri                | (11 pravilni v ravnini)                                     |
| kvazipravilni poliedri               | (8)                                                         |
| Johnsonova telesa                    | (92, konveksna, neuniformna)                                |
| piramide in bipiramide               | (neskončno)                                                 |
| stelacije                            | Stelacije                                                   |
| poliedrski sestavi                   | (5 pravilnih)                                               |
| deltaedri                            | (Deltaedri, stranske ploskve z enakostraničnimi trikotniki) |
| prirezani poliedri                   | (12 uniformih, brez zrcalnih slik)                          |
| zonoedri                             | (Zonoedri, stranske ploskve imajo 180° simetrijo)           |
| dualni poliedri                      |                                                             |
| sebidualni poliedri                  | (neskončno)                                                 |
| Catalanova telesa                    | (13, arhimedski duali)                                      |

Prirezani polieder je polieder, ki se ga dobi tako da se doda nove trikotnike okrog vsakega oglišča. 
Kiralni prirezani polieder nima zrcalne simetrije ter tako nima dveh enanciomorfnih oblik, ki bi bili zrcaljenji druga druge. Njihove simetrijske grupe so točkovne grupe, ki so lahko:
- O-kiralna oktaedrska simetrija, ki ima vrtilno grupo kocke in oktaedra z redom 24
- I-kiralna ikozaedrska simetrija ima vrtilno grupo  ikozaedra in dodekaedra z redom 60.

Zgled: prirezana kocka ima Wythoffov simbol enak |p q r in z razširitvijo sliko oglišč 3.p.3.q.3.r.
|  |  |

## Seznam prirezanih poliedrov
| prirezani polieder                       | slika | prvotni polieder              | slika | simetrijska grupa |
| ---------------------------------------- | ----- | ----------------------------- | ----- | ----------------- |
| ikozaeder                                |       | oktaeder                      |       | Ih                |
| veliki ikozaeder                         |       | oktaeder                      |       | Ih                |
| prirezana kocka                          |       | kubooktaeder                  |       | O                 |
| prirezani dodekaeder                     |       | ikozidodekaeder               |       | I                 |
| veliki prirezan dodeciikozidodekaeder    |       | veliki dodeciikozidodekaeder  |       | I                 |
| prirezan ikozidodekaeder                 |       | ikozidodekadodekaeder         |       | I                 |
| prirezan dodekadodekaeder                |       | dodekadodekaeder              |       | I                 |
| obrnjen prirezan dodekadodekaeder        |       | dodekadodeka eder             |       | I                 |
| veliki obrnjen prirezan ikozidodekaeder  |       | veliki ikozidodekaeder        |       | I                 |
| veliki retroprirezan ikozidodekaeder     |       | veliki ikozidodekaeder        |       | I                 |
| veliki prirezan ikozidodekaeder          |       | veliki ikozidodekaeder        |       | I                 |
| mali prirezan ikozikozidodekaeder        |       | mali ikozikozidodekaeder      |       | Ih                |
| mali retroprirezan ikozikozidodekaeder   |       | mali ikozikozidodekaeder      |       | Ih                |
| veliki dirombiikozidodekaeder            |       |                               |       | Ih                |
| veliki dvojnoprirezani dirombidodekaeder |       | veliki dirombiikozidodekaeder |       | Ih                |

Opombe:
- ikozaeder, prirezana kocka in prirezani dodekaeder so edina tri telesa, ki so konveksna. Dobi se jih s prirezovanjem  oktaedra, kubooktaedra in ikozidodekaedra, ki so trije konveksni kvazipravilni poliedri.
- edini prirezani polieder s kiralnostjo oktaederske grupe s to simetrijo je prirezana kocka.
- samo ikozaeder in veliki ikozaeder sta tudi pravilna poliedra. Takšni so tudi deltaedri.
- samo prva dva in zadnji štirje imajo zrcalne simetrije.

Obstaja tudi neskončna množica antiprizem. Nastanejo iz diedrov, izrojenih pravilnih poliedrov. V spodnji preglednici so naštete vse do šeststranih.
| prirezani polieder             | slika | prvotni polieder    | simetrijska grupa |
| ------------------------------ | ----- | ------------------- | ----------------- |
| tetraeder                      |       | digonalni dieder    | Td                |
| oktaeder                       |       | trigonalni dieder   | Oh                |
| kvadratna antiprizma           |       | Tetragonal dihedron | D4d               |
| petstrana antiprizma           |       | petstrani dieder    | D5d               |
| pentagramska antiprizma        |       | pentagramski dieder | D5d               |
| pentagramska križna antiprizma |       | pentagramski dieder | D5d               |
| šeststrana antiprizma          |       | šeststrani dieder   | D6d               |

Opombe:
- dva od teh poliedrov se lahko skonstruira s pomočjo prvih dveh prirezanih poliedrov. Pričeti je treba z ikozaedrom. Petstrana antiprizma je ikoziikozaeder in pentagramska križna antiprizma je paraizginjajoči veliki ikozaeder, znan tudi kot parabinapolnjeni veliki ikozaeder.

### Neuniformni
Dve Johnsonovi telesi sta poliedra: prirezani disfenoid in prirezana kvadratna antiprizma. Nobeden pa ni kiralen.
| prirezani polieder             | slika | prvotni polieder     | slika | simetrijska grupa |
| ------------------------------ | ----- | -------------------- | ----- | ----------------- |
| prirezani disfenoid            |       | disfenoid            |       | D2d               |
| prirezana kvadratna antiprizma |       | kvadratna antiprizma |       | D4d               |

Opombe:
- samo prirezani disfenoid je deltaeder.